# 轮环娃儿藤
轮环娃儿藤（学名：Tylophora cycleoides）是夹竹桃科娃儿藤属的植物，为中国的特有植物。分布于中国大陆的海南等地，多生于山地林中，目前尚未由人工引种栽培。